# حسن‌آباد (مورتان، یک)
حسن‌آباد روستایی در دهستان مورتان بخش پارود شهرستان راسک استان سیستان و بلوچستان ایران است.

## جمعیت
بر پایه سرشماری عمومی نفوس و مسکن در سال ۱۳۹۵ جمعیت این روستا ۹۳ نفر (۲۵خانوار) بوده‌است.